# Перван-Горни
Перван-Горни (серб. Перван Горњи / Pervan Gornji) — село в общине Баня-Лука Республики Сербской Боснии и Герцеговины. Население составляет 210 человек по переписи 2013 года.

## Географическое положение
Село располагается в микрорайоне Голеши (центр — одноимённое село). Через Перван-Горни протекает река Сутурлия.

## Образование и культура
В посёлках Голеши, Перван-Горни и Перван-Дони располагается средняя 9-летняя школа — филиал школы имени Мирослава Антича (Бистрица). В состав бистрицкой школы вошла в 1989 году, когда та ещё называлась в честь Милорада Уменовича. В 2014/2015 учебном году в 9-летней школе учились 49 человек.

## Известные уроженцы
- Милош Милоевич (1936, Перван-Горни — 29 сентября 2011, Баня-Лука), поэт и член Союза сербских писателей[4].